# دهستان احمدآباد (تکاب)
دهستان احمدآباد (تکاب) نام دهستانی در بخش تخت سلیمان شهرستان تکاب، استان آذربایجان غربی در ایران است.
بر اساس سرشماری عمومی مرکز آمار ایران در سال ۱۳۹۵، جمعیت این دهستان برابر با ۱۰٬۲۵۹ نفر (۳٬۰۸۷ خانوار) بوده‌است. 